# Siphanta angustata
Siphanta angustata är en insektsart som beskrevs av Fletcher 1985. Siphanta angustata ingår i släktet Siphanta och familjen Flatidae. Inga underarter finns listade i Catalogue of Life.